# Хани Саид
Хани Саид (араб. هاني سعيد‎; род. 22 апреля 1980, Каир) — египетский футболист, защитник.

## Карьера
Начал карьеру в каирском «Аль-Ахли» в 1997 году. Уже на следующий сезон перебрался в Италию, подписав контракт с «Бари». В команде провёл пять лет, после чего перешёл в «Мессину», которая по итогам сезона 2003/04 получила право выступать в серии А.
В 2002 году получил 6-месячную дисквалификацию после того, как в его допинг-пробе обнаружили следы нандролона.
В 2004 году провёл за «Мессину» шесть матчей в чемпионате, после чего оказался в «Фиорентине». В составе флорентийцев закрепиться не смог и в 2005 году перешёл в клуб второго бельгийского дивизиона «Монс». Не сумев закрепиться в составе, вернулся в чемпионат Египта.
В 2008 году в составе сборной стал победителем Кубка Африки, после чего подписал контракт с одним из ведущих египетских клубов — «Замалеком».
В 2010 году сборная с Саидом в составе повторила свой успех, выиграв континентальное первенство.

## Достижения
Египет
- Победитель Кубка Африки: 2008, 2010